# Tradicionalna misa
Tradicionalna latinska misa (TLM), tridentska misa ili latinska misa oblik je rimskoga obreda svete mise sadržan u tipskome izdanju Rimskog misala kakav je izdavan od 1570. do 1962. Sve do pojave mise Pavla VI. u prosincu 1969., ovo je bio najrašireniji oblik liturgije na svijetu. U skoro svakoj zemlji slavila se isključivo na latinskomu jeziku, no bila je dozvoljena i uporaba inih jezika kako prije Tridentskoga sabora, tako i sljedećih stoljeća sve do Drugoga vatikanskoga sabora.
U nekim zemljama ovoj se misi daje pridjev „tridentska”, koji dolazi od latinskoga izraza Tridentinus, značenja „vezan za grad Tridentum” (današnji Trento u Italiji). Kao odgovor na odluke Tridentskoga sabora papa Pio V. objavio je 14. srpnja 1570. bulom Quo primum tempore novo izdanje Rimskoga misala, čineći ga time obveznim za cjelokupnu Zapadnu Crkvu, s izuzetkom onih crkava ili redova, koje su se 1570. preko 200 godina zakonito služile drugim misalom (a ne rimskim). Oni su mogli zadržati svoj stari misal, a mogli su ga i zamijeniti novom redakcijom Rimskoga misala, koju je proveo Pio V. Među njima je bio i npr. zagrebački obred, ali i mnogo stariji dominikanski obred, po kome je i sam Pio V., kao redovnik-dominikanac, slavio privatne Mise. Pavao VI. nije dopustio takvu raznolikost te je svoj novi misal proglasio obvezatnim za sve; čak je i drevni ambrozijanski obred reformiran analogno rimskome.
Papa Benedikt XVI. izdao je 2007. motuproprij Summorum Pontificum, s popratnim pismom biskupima svijeta. Papa je izjavio kako se izdanje Rimskog misala iz 1962. ima smatrati „izvanrednim oblikom” (forma extraordinaria) rimskoga obreda, čiji je Misal u izdanju pape Pavla VI. iz 1970. redovni ili standardni oblik (forma ordinaria). Kao posljedica toga, neki zovu tradicijsku latinsku misu „izvanrednim oblikom mise”. Tradicijski rimski obred katkad se zove „usus antiquior” (drevna uporaba) ili „forma antiquior” (stariji oblik), kako bi ga se razlikovalo od novijega oblika rimskoga obreda iz 1970., koji se katkada naziva „novus ordo” (novi red).
Drugi su nazivi skraćeni – tradicionalna misa i latinska misa – iako je službeni jezik mise koja ju je zamijenila također latinski, te se katkada i ona slavi na tom jeziku.
U Misama koje se slave bez prisutnosti puka, svaki katolički svećenik latinskoga obreda može se služiti ili Rimskim misalom koji je izdao papa Ivan XXIII. 1962. ili Rimskim misalom koji je objavio papa Pavao VI. 1970., koji se sada smatra „redovnim” oblikom liturgije. Po trenutnim odredbama, tradicionalna misa se može služiti samo s odobrenjem mjesnog ordinarija.

## Nazivlje
Neki katolici radije ne koriste izraz „tridentska misa”. U nekim slučajevima, primjedba se odnosi na to da izravno povezivanje toga obreda s Tridentskim saborom zamagljuje njegov kontinuitet s liturgijskim oblicima koji su se razvili u prethodnim stoljećima, jer Tridentski sabor (odnosno Pio V.) nije osmislio taj obred, već ga je samo kodificirao. Tome se u prilog može istaknuti tekst liturgičara s početka XX. st., o. Adriana Fortescuea, koji je napisao: „Još otprilike od vremena sv. Grgura [umro 604.] držimo tekst mise i njen red kao svetu tradiciju, u koju se nitko nije usudio dirnuti, osim u nevažnim detaljima”. Drugi iznose zamjerku kako uporaba zasebnih termina za liturgiju prije i poslije 1970. (umjesto da ih se obje klasificira kao oblike istoga Rimskoga obreda) podrazumijeva kako je liturgija nakon 1970. načinila raskid s oblicima koji su joj prethodili. Neki katolici rabe termin „izvanredni oblik”.
Osim „tridentske mise”, jedan od najraširenijih izraza je „latinska misa”. Međutim, i misa Pavla VI. u službenome je izdanju izdana na latinskomu, i u izuzetnim se prilikama slavi na tome jeziku.
Kada se govori o tradicionalnoj latinskoj misi (TLM-u), povremeno se rabi izraz „gregorijanski obred”, a češće, „tridentski obred”. Papa Benedikt XVI. izjavio je kako „Nije prikladno govoriti o ova dva oblika Rimskoga Misala kao da se radi o »dva obreda«, nego je zapravo riječ o dvojakome načinu jednoga te istog obreda.”
Tradicionalistički katolici, čije je najpoznatije obilježje privrženost tradicijskomu rimskome obredu, najčešće ga nazivaju „Tradicionalna latinska misa”, ili skraćeno „tradicionalna misa”. Opisuju pripremu izdanja Rimskoga misala pape Pija V. kao „kodificiranje”, o čemu je sam Pio rekao kako su stručnjaci kojima je povjerio rad oko Misala usporedili postojeći tekst s drevnim rukopisima i zapisima, i vratili ga u „izvorni oblik i obred svetih Otaca”, te načinili potrebne ispravke. Kako bi se ovaj oblik mise razlikovao od mise Pavla VI., tradicionalistički katolici katkad ju zovu „sveta misa svih vremena” ili „misa vjekova”, naglašavajući kako nam dolazi „od Crkve apostola, i naposljetku, uistinu, od Onoga Koji je njezin vrhovni Svećenik i njena neokaljana Žrtva”.

## Revizija liturgije pape Pija V.
U vrijeme Tridentskoga sabora, postojala je znatna razlika u tradicijama očuvanim u tiskanim i rukopisnim misalima, stoga se tražila standardizacija unutar pojedinačnih biskupija, ali i po cjelokupnome latinskomu zapadu. Također, standardizacija se zahtijevala kako bi se spriječilo uvođenja štetnih protestantskih ideja u liturgiju, koje su se javljale kao posljedica protestantske reformacije.
Papa sv. Pio V. je sukladno tome bulom Quo Primum (1570.) nametnuo zakonsku ujednačenost, čime je uporaba Rimskoga misala koji je on uredio postala obveznom. Pri tome je dozvolio daljnju uporabu obreda starijih od 200 godina i nakon objave (promulgacije) Misala iz 1570. Neki od obreda koji su i dalje ostali u uporabi s vremenom su napušteni, iako je ambrozijanski obred preživio u Milanu, Italiji i okolnim područjima, sve do Švicarske, a u Španjolskoj, tj. Toledu i Madridu donekle se zadržao mozarapski obred. Karmelićani, dominikanci i kartuzijanci zadržali su svoje drevne obrede, no nakon Drugoga vatikanskoga sabora prva dva reda odbacila su svoj obred i usvojila Misal Pavla VI., dok su jedino kartuzijanci zadržali vlastiti obred (iako je i on doživio veće promjene nakon revizije iz 1981.). Čini se da je i obred iz Brage u sjevernomu Portugalu, nakon Drugoga vatikanskoga sabora, praktično napušten: od 18. studenoga 1971. ta nadbiskupija dozvolila je njegovu neobveznu uporabu.
Počevši s kasnim XVII. st., u Francuskoj i njezinim susjednim područjima poput Münstera, Kölna i Triera u Njemačkoj, počeli su bujati neovisni misali koje su izdavali biskupi pod utjecajem jansenizma i galikanizma. S time se prestalo kada su u XIX. st. Dom Prosper Guéranger i drugi pokrenuli kampanju povratka Rimskom misalu.
Revizija liturgije pape Pija V. kao jedan od proglašenih ciljeva imala je ponovno vraćanje Rimskoga misala „na izvorno pravilo i obred svetih Otaca”. Radi donekle ograničenih izvora koje su njegovi učenjaci imali na raspolaganju, taj cilj nije bio u potpunosti ostvaren.
1570. su se (s manjim varijacijama) pojavila tri različita otiska Piova Rimskoga misala, izdanja veličine „folio” (38,2 × 30,5 cm) i „quarto” (30,5 × 24,15 cm) iz Rima, i „folio” izdanje iz Venecije. 1988. godine otisnuta je reprodukcija izdanja koje se smatra najstarijim, pa se stoga naziva editio princeps (prvotno izdanje). Tijekom tiskanja editio princeps, načinjeni su ispravci, na način da su preko dijelova već otisnutih stranica zalijepljeni revidirani tekstovi. Iduće, 1571. godine, načinjeno je još nekoliko otisaka koji su sadržavali razne ispravke teksta.

## Povijesne varijacije tradicionalne latinske mise
U Apostolskoj konstituciji (buli) Quo primum, kojom je Pio V. propisao uporabu svoga izdanja Rimskoga misala iz 1570. odredio je: „Zapovijedamo i određujemo, snagom ove naše konstitucije koja će trajno vrijediti, da im je zabranjena uporaba njihovih Misala i da se oni sasvim i posvema odbacuju, te da se ovome Misalu koji smo netom izdali nikada ništa ne dodaje, oduzima ili mijenja.” Ova odredba se izgleda, ne odnosi na promjene od strane papa, jer je i sam papa Pio V. dodao Misalu blagdan Gospe od pobjede, kako bi proslavio pobjedu u bitci kod Lepanta 7. listopada 1571. Njegov nasljednik, papa Grgur XIII., promijenio je ime ovog svetkovine u blagdan Kraljice svete krunice.
Nastojanja Pija V. u umanjivanju broja svetkovina u Rimskome kalendaru brzo su poništili njegovi nasljednici. One svetkovine koje je ukinuo, poput Prikazanja Blažene Djevice Marije, Svete Ane i Svetoga Antuna Padovanskog, vraćene su čak i prije tiskanja tipskoga izdanja Misala Klementa VIII.
Tijekom stoljeća koja su uslijedila, postupno su dodavane nove svetkovine, a stupanj (rang) određenih svetkovina uzdizao se ili spuštao. Usporedba između Kalendara Pija V. i Općeg rimskog kalendara iz 1954. pokazuje sve promjene učinjene između 1570. i 1954. Papa Pio XII. načinio je 1960. reviziju Općega rimskoga kalendara, a papa Ivan XXIII. načinio je daljnju reviziju, prilikom čega je pojednostavnio nazivlje koja se tiče stupnjeva liturgije.
Dok je Pio V. zadržao svetkovinu Začeća Blažene Djevice Marije 8. prosinca (ispuštajući pritom riječ „Bezgrješno”), potisnuo je postojeću posebnu misu za taj blagdan, odredivši pritom da se umjesto nje rabi misa za spomendan Marijinog rođenja (Mala Gospa) (s time da se riječ „rođenje” zamijeni s riječju „začeće”). Dijelovi te ranije mise oživljeni su u misi koju je papa Pio IX. odredio za službu na taj blagdan.

### Tipska izdanja Rimskoga misala
Uz takve povremene promjene, Rimski misal bivao je podvrgnut općim revizijama kad god bi se izdavalo novo „tipsko izdanje” (službeno izdanje čiji tekst se mora reproducirati u izdanjima bilo kojega izdavača).
Nakon izvornog „Tridentskoga” Misala Pija V., prvo novo tipsko izdanje objelodanio je 1604. papa Klement VIII., koji je 1592. izdao revidirano izdanje Vulgate, tzv. Vulgata Sixto-Clementina. Biblijski tekstovi u Misalu pape Pija V. više se nisu točno poklapali s novom Vulgatom, pa je stoga Klement uredio i revidirao Misal Pija V., čineći pritom izmjene u svetopisamskim tekstovima, kao i u inima. Ukinuo je neke molitve koje je svećenik bio obvezan izgovoriti prilikom ulaska u crkvu; skratio je dvije molitve koje se govore nakon Confiteora (Ispovijedi); odredio je da se riječi nakon Pretvorbe Haec quotiescumque feceritis, in meam memoriam facietis (Kadgod ovo budete činili, činit ćete na moj spomen) ne izgovaraju prilikom podizanja kaleža, već prije sama podizanja; unio je upute na nekoliko mjesta unutar Kanona na kojima svećenik treba potiho izgovarati riječi; potisnuo je pravilo prema kojem je na svečanoj misi svećenik, iako nije biskup, dijelio posljednji blagoslov s tri znaka križa; i preradio je rubrike, pa je npr. uveo zvonjenje malim zvoncem.
Iduće tipsko izdanje izdano je 1634., kada je papa Urban VIII. načinio još jednu opću reviziju Rimskoga misala.
Nije bilo nijednoga drugoga tipskoga izdanja sve do pape Lava XIII. iz 1884. Unio je samo male promjene, koje nisu bile toliko temeljite da bi zahtijevale izdavanje papinske bule radi promulgacije (objavljivanja) koja bi bila uključena u Misal, kao što je to bio slučaj s bulama iz 1604. i 1634.
Papa sv. Pio X. je 1911., svojom bulom Divino Afflatu, načinio značajne promjene u rubrikama. No, umro je 1914., pa je izdavanje novoga tipskoga izdanja koje bi uklopilo njegove promjene zapalo njegova nasljednika, papu Benedikta XV. Ovo izdanje iz 1920. uključivalo je novi odjeljak pod nazivom: Dodatci i izmjene u rubrikama Misala u skladu s bulom Divino afflatu i narednim dekretima Svete kongregacije za obrede. Ovaj dodatni odjeljak bio je dugačak gotovo koliko i prethodni odjeljak Opća uredba Misala, koje su se i dalje tiskale u nepromijenjenom izdanju.
Papa Pio XII. temeljito je izmijenio liturgiju Cvjetnice i Vazmena trodnevlja, potisnuo mnoge vigilije (bdijenja) i oktave (osmodnevne proslave crkvenih blagdana), a načinio je i ine izmjene u kalendaru, a te reforme završene su motuproprijem Rubricarum instructum pape Ivana XXIII., iz 1960., i zatim uklopljene u posljednje tipsko izdanje Misala za tradicijski rimski obred iz 1962., zamjenjujući tako Dodatke i izmjene u rubrikama Misala Pija X., ali i raniju Opću uredbu Misala.
Liturgijske promjene iz 1965. i 1967. nastale kao posljedica Drugoga vatikanskoga sabora nisu uklopljene u Rimski misal, već su izražene u privremenim prijevodima na narodnim jezicima, kada su se isti počeli rabiti kao dodatak latinskome jeziku. Ovo objašnjava povremene referencije na Misal iz 1965.
Rimski kalendar svetaca je 1955. djelomično izmijenjen, a 1969. motuproprijem Pavla VI. Mysterii Paschalis izmijenjen u potpunosti, čime je ponovno znatno smanjen broj svetkovina.

## Jezik
U većini zemalja, tradicijski rimski obred služi(o) se na latinskomu jeziku. Ipak, u Hrvatskoj, a napose u Dalmaciji, liturgija se služila na staroslavenskome jeziku (koji se katkada naziva i crkvenoslavenskim), a odobrenje za uporabu ovoga jezika je prošireno i na neke druge slavenske krajeve između 1886. i 1935.
Nakon što je objavljeno izdanje Rimskoga misala iz 1962., Naputak iz 1964. o implementaciji Konstitucije o svetoj liturgiji „Sacrosanctum Concilium” Drugoga vatikanskoga sabora izložio je kako će se „obično svakodnevna misna čitanja, Poslanica i Evađelje čitati na narodnom jeziku”. Biskupske konferencije će, uz suglasnost Svete Stolice odlučiti hoće li se i neki drugi dijelovi mise slaviti na narodnom jeziku.
Izvan Rimokatoličke Crkve, narodni jezik u tradicijskoj liturgiji uveden je u služenju mise kod nekih starokatolika i anglokatolika uvođenjem Engleskog misala.
Neki pravoslavni kršćani zapadnoga obreda, posebno u Antiohijskoj pravoslavnoj nadbiskupiji Sjeverne Amerike rabe Tridentsku misu s manjim izmjenama pod nazivom „Božanska liturgija sv. Grgura”.

## Liturgijsko ruho (paramenti)
Za svetu Misu svećenik već odjeven u reverendu oblači sljedeće:
- Amikt (oplećnjak) - laneni rubac koji se prvo stavlja na glavu, a zatim se zavije oko vrata.
- Alba (tunika) - bijela lanena tunika s dugim rukavima koja seže do poda.
- Cingulum (pojas) - liturgijski pojas kojim se pričvršćuje alba (i kasnije, štola).Ružičasto ruho na "Gaudete" nedjelju.
- Manipul (naručnik) - veže se oko ruke, boja mu odgovara onoj misnice. Skida se dok traje propovijed.
- Štola (izvezena traka) - liturgijski znak klera. Nosi se oko vrata, prekrižena na prsima. Iste je liturgijske boje kao i misnica.
- Kazula (misnica) - svećenikovo misno odijelo. Boja joj se mijenja ovisno o prigodi (vrsti mise).
- Biret (kapa) - troroga kapa kvadratnog oblika, znak je svećeničkog dostojanstva. Za vrijeme Mise, nosi se od sakristije do dolaska pred žrtvenik, a zatim se ponovno stavlja za vrijeme propovijedi, ili dok svećenik sjedi, te po povratku u sakristiju.

Prema rimskom kanonu liturgijskih boja, svaka boja misnog ruha ima svoje značenje:
- Bijela boja - označava čistoću, nevinost, nedužnost, veselje i nebeski sjaj. Rabi se na blagdane Isusove, Blažene Djevice Marije, te anđela i svetaca koji nisu bili mučenici.
- Crvena boja - označava ljubav, trpljenje i mučeništvo. Upotrebljava se na Duhove i blagdane mučenika.
- Zelena boja - znači nadu. Upotrebljava se na svagdane i nedjelje koje nemaju posebnog značaja.
- Ljubičasta boja - boja pokore. Odijeva se u dane posta i pokore (u adventu i korizmi).
- Crna boja - znak noći i groba, pa se rabi na Veliki petak, kao i na rekvijemskim misama (zadušnicama).
- Zlatna boja - zamjenjuje bijelu, crvenu i zelenu boju ruha.
- Ružičasta boja - boja radosti. Upotrebljava se dvaput godišnje - na treću nedjelju Došašća ("Gaudete"), i četvrtu nedjelju Korizme ("Laetare").

## Liturgijsko posuđe
- Kalež - čaša iz koje se pije Presveta Krv. Ima podnožje, čvor i kupu. Kao najdragocjenije (uz patenu) liturgijsko posuđe, mora biti od zlata ili srebra (ili njezina unutrašnjost mora biti presvučena jednim od ta dva dragocjena) metala.
- Patena - plitki tanjurić na kojega se polaže Hostija. Od iste tvari je kao i kalež (vidi gore).
- Ciborij - veći pokriveni kalež, u kojem se čuvaju posvećene Hostije, ili se u njemu posvećuju. Ako sadrži posvećene Hostije, mora biti pokriven bijelim svilenim pokrovom.
- Vrčići - u njima se drže vino i voda. U načelu su stakleni, no mogu biti i zlatni ili srebrni.[35]
- Pričesna plitica - drži se ispod usta pričesnika, kako se ne bi rasipale posvećene čestice, i kako Hostija ne bi slučajno pala.

U ovu kategoriju spadaju i tkanine koje se koriste prilikom služenja svete Mise:
- Purifikatorij (čistilo) - tkanina kojom se otire kalež, plitica, te celebrantova usta i prsti.
- Pala (pokrov) - njome se prekriva patena i Hostija koja leži na pateni.
- Velum (veo) - njime se pokriva pripravljen kalež (s purifikatorijem, patenom, Hostijom i palom) prije i nakon Mise. Iste je boje, kao i misno odijelo onog dana, i tako velik da dostojno pokrije čitav kalež.
- Burza (korice) - Tkanina u obliku korica knjige u koju su ušivena dva kartona (veličine 25 cm) u koju se umeće korporal. S vanjske strane je šivana od istog materijala (i boje) kao i pripadajuće liturgijsko ruho, a ima ušiven i križ.
- Korporal (tjelesnik) - tvrdi laneni rubac na kojem stoje Kalež i Hostija pod Misom. Presavijen je na devet jednakih kvadrata. Jednom složen, drži se u burzi.

## Liturgija Tradicionalne latinske mise
Misa je podijeljena na dva dijela, Misu katekumena i Misu vjernika. Katekumeni, tj. oni koji uče o vjerskim istinama, a nisu još kršteni, ostaju samo na prvom dijelu mise, jer se krštenje i ispovijest vjere smatraju nužnima za sudjelovanje u Euharistijskoj žrtvi.
Ovo pravilo "Didahe – nauk dvanaest apostola" je još uvijek na snazi. To je jedan od tri uvjeta (krštenje, ispravna vjera (nauk) i ispravno življenje) za pristupanju Svete Pričesti kako je Katolička Crkva uvijek naučavala, i to je već spomenuto u prvoj polovici 2. stoljeća od svetog Justina Mučenika: „U euharistiji nitko nema pravo udjela osim onoga koji vjeruje da je istinito što učimo i koji se okupao kupelju otpuštenja grijeha i preporođenja i koji onako živi kako nam je Krist predao.”

### Prije mise
- Asperges (škropljenje sa svetom vodom, Psalam 50,9, 3)[39] je pokornički obred koji obično prethodi (pjevanoj) glavnoj nedjeljnoj sv. Misi.[40] U sakristiji svećenik noseći albu i štolu boje toga dana zaklinje sol protiv sotone i anđela odmetnika, i blagoslivlja sol i vodu. Potom služitelj triput uspe sol u obliku križa u vodu i kaže "Commixtio salis et aquae pariter fiat in nomine Patris, et Filii et Spiritus Sancti" (Neka ovo miješanje soli i vode skupa bude u ime Oca i Sina i Duha Svetoga.)  Nakon toga, svećenik u pluvijalu (plaštu) tri puta sa svetom vodom poškropi oltar, kler i narod, dok zbor pjeva antifonu i stihove Psalma 50 ili 117. Ovaj obred, ako se koristi, prethodi molitvama u podnožju oltara.  Od Uskrsa do Duhova stih "Asperges me ..." se mijenja s antifonom "Vidi aquam ...", a stihu „Ostende nobis…“ i njegovom odgovoru „Et salutare…“ se dodaje „alleluia“. Antifona „Vidi aquam“ je iz Ezekijelove 47. glave (viđenje obnovljenog Hrama).

Nakon škropljenja, počinje Sveta Misa.

### Misa katekumena
Prvi dio same svete mise je Misa katekumena.

#### Dolazak k žrtveniku
Dolazak k žrtveniku je svečan kod svečane mise, a jednostavniji kod tihe mise. Svećenik nosi pripremljeni kalež držeći burzu nad njime. Naklonivši se križu u sakristiji, polazi pokrivene glave k žrtveniku. Poslužitelj, odjeven u superpelicej, hoda ispred njega. Svećenik ide "oculis demissis, incessu gravi, erecto corpore" (spuštena pogleda, polaganim hodom, uspravljena tijela). Kad dođe do žrtvenika, na kojem će služiti, stane pred najdonjom stepenicom, otkrije glavu, preda biret poslužniku i duboko se pokloni žrtveniku, odnosno križu, koji se nalazi na oltaru. Ako se na tom žrtveniku nalazi svetohranište s Presvetim, pokleknut će propisno. Tada uzlazi "do sredine žrtvenika, stavlja kalež na stranu Evenđelja, izvadi iz burze korporal (tjelesnik) i stavlja ga, otvorena, u sredinu žrtvenika, a na nj kalež, pokriven velom. Burzu stavlja na stranu Evanđelja s otvorom okrenutim prema sredini oltara). Tada polazi na stranu poslanice (tj. desnu), otvori Misal koji stoji na stalku, i uredi znakove. Vrativši se opet u sredinu žrtvenika pokloni se križu i okrenut prama strani poslanice silazi pred najdonju stepenicu žrtvenika.

#### Molitve u podnožju oltara
- Znak križa
  - Svećenik na Tihoj Misi, u podnožju oltara čini znak križa. Na svečanoj pjevanoj Misi kalež je već prije postavljen na kredencu.
- Nakon Psalma 42 (43) "Judica me" (Prosudi me), slijedi antifona "Introibo ad altare Dei, ad Deum qui laetificat iuventutem meam" (U prijevodu: "Pristupit ću k Božjem žrtveniku, k Bogu koji razveseljuje moju mladost"), koju svećenik izgovara naizmjence s poslužiteljima (jednim ili više njih), koji na simboličan način predstavljaju narod. Zatim svećenik opet čini znak križa, govoreći: "Pomoć je naša u imenu Gospodina", na što poslužitelj odgovara: "Koji je stvorio nebo i zemlju".
- Ispovijed (Confiteor)
  - Svećenik sklopi ruke, duboko se nakloni i moli: "Confíteor Deo omnipoténti, beátae Maríae semper Vírgini, beáto Michaéli Archángelo, beáto Ioanni Baptístae, sanctis Apóstolis Petro et Paulo, ómnibus Sanctis, et vobis, fratres (tibi, Pater), quia peccávi nimis cogitatióne, verbo et ópere: mea culpa, mea culpa, mea máxima culpa. Ideo precor beátam Maríam semper Vírginem, beátum Michaélem Archángelum, beátum Ioánnem Baptístam, sanctos Apóstolos Petrum et Paulum, omnes Sanctos, et vos, fratres (te, Pater), oráre pro me ad Dóminum Deum nostrum."[44]
  - Ministranti zatim mole za svećenika: “Smilovao ti se svemogući Bog, otpustio ti grijehe tvoje i priveo te u život vječni.“ Zatim se svećenik uspravi, a poslužitelji se naklone i mole ispovijest. Mole isto kao i svećenik osim tamo gdje svećenik kaže „i vama, braćo“ ministranti kažu „i tebi, oče“. Zatim svećenik odovara molitvom, a nakon toga se svi prekriže dok svećenik daje odrešenje.
- Svećenik i poslužitelji još kažu nekoliko stihova, a svećenik završava s: "Oremus" ("Pomolimo se.") Zatim, uspinjući se k oltaru potiho moli: "Ukloni od nas, molimo, Gospodine, bezakonja naša, da budemo dostojni čista srca prići k svetinji nad svetinjama. Po Kristu, Gospodinu našemu. Amen.", što se odnosi na (Izl 26,33-34),[45] (1 Kr 6:16; 8,6),[46][47] (Ez 41, 4),[48] i druge. Zatim svećenik stavlja svoje sklopljene ruke na rub oltara, tako da ga dodiruje samo s vršcima malih prstiju, nakon toga poljubi oltar u sredini, na mjestu gdje se nalaze relikvije Svetaca i moli: „Molimo Te, Gospodine, po zaslugama Svetih Tvojih, čije se moći ovdje nalaze, i sviju Svetih: da se udostojiš oprostiti sve grijehe moje. Amen.“

#### Svećenik za oltarom
- Introitus (Ulazna pjesma)
  - Svećenik odlazi na stranu poslanice (desno od sredine oltara). Tamo načini znak križa čitajući Introitus, ulaznu pjesmu, najčešće su to Psalmi. Ulazna pjesma se razvila iz nekadašnje prakse (prije nego što su uvedene molitve u podnožju oltara), kada se tijekom ulaska klera (ili puka) u crkvu, pjevao cijeli Psalam. Odatle dolazi i naziv "Introitus" (Ulaz).
- Kyrie
  - Ovo su jedine riječi u svetoj Misi na grčkome, jeziku na kojem je napisan Novi zavjet.[49] „Kyrie, eleison; Christe, eleison; Kyrie, eleison." što znači "Gospodine, smiluj se; Kriste smiluj se;..." Svaki stih se kaže (ili pjeva) tri puta.
- Gloria in excelsis Deo (Slava Bogu na visini)
  - Prvi redak Glorie[50] je preuzet iz Evanđelja po Luki (2,14). Gloria se izostavlja kad je svećenik u misnici crne ili ljubičaste boje (Sedamdesetnica, Korizma, Došašće, bdijenja, Kvatre, ili Misa za pokojne).
- Orationes collectae (Zborne molitve)
  - Svećenik poljubi oltar, okrene se prema narodu i kaže "Dominus vobiscum" (Gospodin s vama). Ministranti odgovaraju: "Et cum spiritu tuo" (I s duhom tvojim). Vrati se do misala, kaže Oremus i moli Zbornu molitvu (ili više njih). One nisu izravno nadahnute biblijskim tekstovima, već više odražavaju duh pojedinog razdoblja crkvene godine.

#### Misna čitanja
- Svećenik čita Poslanicu, a to su prvenstveno izvadci iz poslanica svetog Pavla raznim Crkvama. U svom motupropriju Traditionis custodes, papa Franjo je odlučio da se misna čitanja moraju naviještati na narodnome jeziku, koristeći odobreni lekcionar.[14]
- Između Poslanice i Evanđelja, čitaju se (ili pjevaju) dvije (ili rijetko, tri) molitve. Obično je to "Gradual" (Pjesma na stepenicama), a nakon njega slijedi usklik "Aleluja" koji je spojen s jednim retkom Psalma. Od nedjelje Sedamdesetnice do Uskrsa, i u Misama za pokojne umjesto Graduala moli se Tractus (Zavlaka). U navedeno vrijeme izostavlja se i Aleluja. Na Uskrs (i tijekom osmine Uskrsa), Duhove (i tijekom osmine Duhova), Tijelovo, Žalosnu Gospu i u zadušnicama nakon Aleluja odnosno zavlake slijedi Sekvenca (Posljednica).
  - Gradual se dijelom sastoji od Psalma.
- Čitanje Evanđelja je izvadak iz jedne od četiri Evanđelja.U tradicionalnom obredu, svećenik za vrijeme propovijedi na glavi ima biret.
  - Prije čitanja ili pjevanja evanđelja, svećenik moli: "Očisti srce moje i usne moje, svemogući Bože, koji si usta Izaije proroka očistio ognjenom žeravkom, da očišćen Tvojom milosrdnom dobrotom uzmognem dostojno navijestiti Tvoje sveto Evanđelje...", što se odnosi na Izaiju 6:6. U ovom odlomku, nakon što biva očišćen od anđela, Izaija je poslan da prorokuje.
- Propovijed
  - Obred Mise prema reviziji pape Pija V. ne smatra propovijed obvezatnom, već se ostavlja kao mogućnost izbora. Pretpostavlja se kako Vjerovanje (ako se govori) slijedi odmah nakon Evanđelja, no dodaje se: "Ako će biti propovijedi, tada propovjednik odmah nakon svršetka Evanđelja propovijeda, a kada završi s homilijom ili ćudorednim naputkom, govori se Credo (Vjerovanje), a ako se ne govori, pjeva se Offertorium (Darovna pjesma)". Ipak, Tridentski sabor je donio odredbu da se nedjeljama i blagdanima drži homilija. Rimski misal revidiran od strane Pavla VI. izjavljuje kako se:"U nedjelje i zapovjedne blagdane treba držati homiliju, i ona se ne smije izostaviti osim iz teškoga razloga, na svim misama koje se slave uz sudjelovanje naroda. U ostale se dane preporučuje, naročito u svagdanima tijekom došašća,korizme i vazmenoga vremena, kao i o drugim blagdanima i prigodama kad narod dolazi u crkvu u većemu broju."[51]
- Credo (Vjerovanje)
  - Nicejsko-carigradsko vjerovanje se moli svake nedjelje, te na blagdane našega Gospodina, Blažene Djevice Marije, Apostola i druge velike blagdane. U njemu se ispovijeda vjera u jednoga Boga: Oca, Sina (Utjelovljenu Riječ), i Svetoga Duha, kao i u jednu, svetu, katoličku i apostolsku Crkvu. Na spomen Utjelovljenja, svećenik i narod pokleknu.

### Misa vjernika
Drugi dio svete Mise je molitva vjernika.

#### Offertorium (Prikazanje)
- Antíphona ad offertorium (Darovna pjesma)
  - Nakon što još jednom pozdravi prisutne ("Dominus vobiscum/Et cum spiritu tuo"), te pozove na molitvu (Oremus), svećenik prelazi na Misu vjernika. Na ovom dijelu Mise ostaju samo vjernici koji su kršteni.[52] Za sredinom oltara, svećenik sklopljenih ruku čita Darovnu pjesmu ("Ofertorij"), koji se sastoji od citata iz Svetog pisma.
- Prikazanje kruha i vina
  - Svećenik otkriva kalež, uzima patenu s hostijom i prikazuje hostiju uz riječi: „Primi, sveti Oče, svemogući vječni Bože, ovu neokaljanu žrtvu (hostiju), koju ja, nedostojan sluga Tvoj, prikazujem Tebi, Bogu svome živome i istinitome, za nebrojene grijehe, uvrjede i nemarnosti svoje, te za sve koji ovdje stoje, kao i za sve vjerne kršćane, žive i pokojne: da meni i njima bude na spasenje u život vječni. Amen." Zatim načinivši patenom znak križa, stavlja hostiju na tjelesnik. Odlazi na stranu poslanice te ulijeva vino i vodu u kalež, blagoslivljajući najprije vodu. Vrativši se sredini oltara, svećenik uzima kalež i prikazuje ga Bogu sljedećim riječima: “Prinosimo Ti, Gospodine, kalež spasenja, moleći Tvoju blagost: da pred lice Tvojega božanskog veličanstva, za spasenje naše i svega svijeta, uziđe na ugodan miris. Amen.“ Zatim svećenik moli Boga da Mu prikazana žrtva bude ugodna[53] i zaziva Duha Svetoga[54] da tu žrtvu blagoslovi.
- Kađenje prinosa
  - Na svečanoj Misi svećenik blagoslivlja tamjan i okadi hostiju i vino govoreći: “Ovaj kâd, od tebe blagoslovljen, nek uziđe k Tebi, Gospodine: a na nas nek siđe milosrđe Tvoje.“ Zatim svećenik okadi Raspelo i Oltar, moleći pritom 140. psalam. Na kraju vrati kadionicu poslužitelju koji okadi svećenika, pa kler, pa narod.[55]
- Pranje ruku
  - Svećenik moli psalam 25,6-12: “Oprat ću među nedužnima ruke svoje, i obići ću žrtvenik Tvoj, Gospodine...“ i pritom pere svoje prste (palčeve i kažiprste kojima će držati svetu hostiju).
- Molitva Presvetome Trojstvu
  - Naklonjen pred sredinom Oltara, svećenik sklopljenih ruku moli:“Primi, sveta Trojice, ovaj prinos koji Ti prinosimo na spomen muke, uskrsnuća i uzašašća Isusa Krista, Gospodina našega, i u čast Blažene Marije vazda Djevice, blaženoga Ivana Krstitelja, svetih Apostola Petra i Pavla, i ovih, i sviju Svetih: da njima bude na čast, a nama na spasenje: neka se udostoje zagovarati nas u nebu oni kojih se spominjemo na zemlji. Po Kristu Gospodinu našemu. Amen." Ova veličanstvena molitva prikazanja Presvetome Trojstvu potanko opisuje posebnu svrhu na koju se prikazuje sveta Žrtva.
- Orate fratres, Suscipiat i Secreta
  - Svećenik poljubi Oltar; okrene se prema narodu i kaže prve dvije riječi naglas: "Orate fratres... (Molite braćo...), a zatim okrećući se ponovno prema Oltaru, potiho dovršava: „ut meum ac vestrum sacrifícium acceptábile fiat apud Deum Patrem omnipoténtem." (da moja i vaša žrtva bude ugodna Bogu Ocu svemogućemu).
  - Ministranti odgovaraju: „Suscipiat Dominus sacrificium de manibus tuis, ad laudem et gloriam nominis sui, ad utilitatem quoque nostram, totiusque ecclesiae suae sanctae (Primio Gospodin žrtvu iz tvojih ruku, na hvalu i slavu svojega imena, na korist nama i čitavoj svojoj svetoj Crkvi). Svećenik potiho odgovara: Amen.
  - Zatim svećenik potiho moli Darovnu molitvu (ili više njih), koja se također naziva „Secreta“ (tajna ili tiha). Zaključak molitve svećenik izgovara glasno Per omnia saecula saeculorum. Ministranti odgovaraju Amen.

#### Posveta (Pretvorba)
- Predslovlje Rimskoga kanona
  - "Srž Rimskog kanona datira iz vremena prije pape Grgura Velikog (509. – 604.). Naziv (Rimski) kanon prvi put susrećemo u pismu pape Grgura Velikoga što ga je napisao Ivanu u Sirakuzi. Grguru se ujedno i pripisuje umetanje riječi „diesque nostros in tua pace disponas, atque ab aeterna damnatione nos eripi, et in electorum tuorum jubeas grege numerari“ (daj nam mir u naše dane, otmi nas od vječne osude, i daj da se brojimo među izabranicima Tvojim) u Kanon. Na kršćanskom Istoku, Rimski kanon je poznat pod nazivom "Petrova anafora" (prema sv. Petru, prvom rimskom biskupu), što je značajan pokazatelj njegove drevnosti.
  - Nakon Darovne molitve, svećenik i narod naizmjence izgovaraju: Dominus vobiscum. Et cum spiritu tuo. Sursum corda. Habemus ad Dominum. Gratias agamus Domino Deo nostro. Dignum et iustum est. (Gospodin s vama". I s duhom tvojim. Gore srca. Imamo kod Gospodina. Hvalu dajmo Gospodinu Bogu našemu. Dostojno je i pravedno.)
  - Nakon toga se moli Predslovlje, koje uvodi u Kanon Mise. Predslovlje je hvalbena i zahvalna himna. Nakon njega slijedi anđeoski hvalospjev Sanctus (Svet). Takozvani Trisagion (Triputa svet), upućen je trima Božanskim Osobama. Sastavljen je od Iz 6, 3; Ps 117 i Mt 21, 9 - uzvika kojima je Isus dočekan pred Jeruzalemom. U crkvenoj godini se izmjenjuje petnaest Predslovlja.
- Kanon ili pravilo na koji način se vrši konsekracija euharistijeRimski Kanon
  - Molitve prije Pretvorbe:
    - Te igitur - molitva za Crkvu
      - U molitvi Te igitur moli svećenik preblagoga Oca na nebu po Isusu Kristu, Sinu njegovu, Gospodinu našemu, da milostivo primi i blagoslovi darove i poklone puka svoga, koji će po tom blagoslovu postati svetom, neoskvrnjenom žrtvom. Ovu žrtvu prinosi svećenik prije svega za svetu katoličku Crkvu, da je se Gospodin dostoji po svemu svijetu umiriti, zakriliti, ujediniti i upravljati.

    - Memento - molitva za žive
      - Svećenik, moli, da se Gospodin spomene svojih slugu i službenica i sviju prisutnih, za koje prinosi ili koji prinose (žrtvenim darovima, stipendijem, sudjelovanjem u pjevanju) ovu žrtvu hvale za sebe i sve svoje, za otkup svojih duša, za nadu svoga spasenja i zdravlja i prikazuju svoje želje Bogu vječnomu, živomu i pravomu.

    - Communicantes - zaziv svetaca
      - Molitva Communicantes najprije povezuje u živu zajednicu svećenika na žrtveniku, papu, biskupa i sve vjernike po čitavom svijetu. Tada povezuje Crkvu Kristovu, koja se još bori na zemlji, sa slavnom Crkvom na nebu.

  - Molitve kod Pretvorbe
    - Hanc igitur - prikazanje žrtve Bogu
      - U molitvi "Hanc igitur", koja se na prijašnje nadovezuje s veznikom "igitur" (dakle, prema tome) moli svećenik držeći raširene ruke nad žrtvenim darovima da Gospodin umilostivljen primi taj prinos svojih slugu (svećenstva i klera) i sve obitelji svoje (svih vjernika), te nam podari mir u naše dane, izbavi nas od vječne osude i pribroji nas stadu svojih izabranih.
      - Kad svećenik raširi ruke nad žrtvenim darovima, ministranti pozvone, i odmah se popnu do oltara i kleknu pokraj njega.

    - Quam oblationem
      - Molitva Quam oblationem nadovezuje se neposredno na prošnju u "Te igitur", te svećenik moli Gospodina, da se udostoji učiniti tu žrtvu savršeno ili potpuno ("in omnibus") blagoslovljenom, posvećenom (»adscriptam«), pravilnom i valjanom ("ratam"), duhovnom ("rationabilem"), te da postane Tijelo i Krv preljubljenoga Sina Božjega, Gospodina našega, Isusa Krista.
      - Molitva Quam oblationem može se u neku ruku smatrati prekonsekrativnom epiklezom, kojom se moli da žrtveni darovi Posvetiteljevim blagoslovom postanu Tijelo i Krv Sina Božjega. Ova molitva sasvim prirodno prelazi u recitaciju posljednje večere i konsekraciju kruha i vina.

    - Qui pridie
      - Molitva Qui pridie sasvim se jednostavno nadovezuje na prethodnju prošnju i nastavlja s biblijskim recitativom posljednje večere i Pretvorbom.

  - Pretvorba (transupstancijacija) i veliko podizanjePodizanje Hostije tijekom Kanona na Pjevanoj Misi
    - Posveta Hostije
      - Svećenik uzme Hostiju u ruke i nastavlja: "Qui prídie quam paterétur, accépit panem in sanctas, ac venerábiles manus suas, et elevátis óculis in caelum ad te Deum Patrem suum omnipótentem, tibi grátias agens, benedíxit, fregit, dedítque discípulis suis, dicens: Accípite, et manducáte ex hoc omnes." (On u predvečerje svoje muke uze kruh u svoje svete i časne ruke, te podigavši oči prema nebu k Tebi, Bogu Ocu svome svemogućemu, dajući Ti hvalu, blagoslovi, razlomi i dade učenicima svojim govoreći: Uzmite i blagujte od ovoga svi...)
      - Sada svećenik, poistovjećujući se s Kristom, čije geste predočuje s poštovanjem, duboko se sagne i izgovara polagano ali bez zastajkivanja, riječi koje je izgovorio Isus kad je ustanovio Euharistiju uoči svoje Muke i smrti: "HOC EST ENIM CORPUS MEUM." (JER OVO JE TIJELO MOJE).
      - Izgovorivši riječi Pretvorbe, svećenik poklekne i pokloni se pred svetom Hostijom. Ustane se i podigne je vjernicima za štovanje. Zatim je položi na tjelesnik, poklekne i opet joj se pokloni. Odsada svećenik više ne razdvaja palčeve i kažiprste, osim kada treba uzeti Hostiju, sve dok ne opere prste nakon svete Pričesti.
      - Prilikom posvete Hostije (i kasnije, Vina), oba puta kada se svećenik pokloni, ministranti po jednom pozvone, a kada svećenik podiže Hostiju (i kasnije, Vino) ministranti kleče, i polagano podižući donji dio misnice, tri puta zvone.

    - Posveta Vina
      - Svećenik zatim otkrije kalež, uzme ga objema rukama i kaže: "Símili modo postquam caenátum est, accípiens et hunc praeclárum Cálicem in sanctas, ac venerábiles manus suas: item tibi grátias agens, benedíxit, dedítque discípulis suis, dicens: Accípite, et bíbite ex eo omnes..." (Tako isto poslije večere, uzimajući i ovaj preslavni Kalež u svoje svete i časne ruke, ponovno Ti dajući hvalu, blagoslovi i dade učenicima svojim, govoreći: Uzmite i pijte iz njega svi...)
      - Svećenik se nagne nad kalež te polagano izgovara riječi Pretvorbe: "HIC EST ENIM CALIX SÁNGUINIS MEI, NOVI ET AETÉRNI TESTAMÉNTI: MYSTÉRIUM FÍDEI: QUI PRO VOBIS ET PRO MULTIS EFFUNDÉTUR IN REMISSIÓNEM PECCATÓRUM." (JER OVO JE KALEŽ MOJE KRVI, NOVOGA I VJEČNOGA SAVEZA: OTAJSTVO VJERE: KOJA ĆE SE ZA VAS I ZA MNOGE PROLITI NA OTPUŠTENJE GRIJEHÂ.), i dodaje: "Haec quotiescúmqe fecéritis, in mei memóriam faciétis." (Kadgod ovo budete činili, činit ćete na moj spomen).
      - Svećenik poklekne i pokloni se Predragocjenoj Krvi. Zatim ustane i podigne kalež. Odloži ga, pokrije i ponovno se pokloni.

  - Molitve nakon Pretvorbe
    - Unde et memores - prinos žrtve
      - Unde et memores je anamneza, koja se nalazi u svakoj anafori. Bila je sastavni dio rimske anafore od početka. Sjećajući se dakle, po samoj Spasiteljevoj riječi, muke, smrti, uskrsnuća i uzašašća, prinosi svećenik preslavnom Veličanstvu Boga-Oca od njegovih darova i poklona žrtvu čistu, svetu i neoskvrnjenu, sveti Kruh vječnoga života i Kalež vječnoga spasenja. Kod toga čini svećenik nad posvećenim žrtvenim darovima pet puta znak križa da time simbolizira istovjetnost ove nekrvne žrtve s krvnom žrtvom na križu.

    - Supra quae - molba da Bog primi naš prinos
      - Ova je molitva sadržajno i stilski srodna molitvi "Te igitur". Svećenik se ovdje prisjeća Starozavjetnih žrtava (Abela, Abrahama i Melkisedeka), koje su bile slika Kristove žrtve.

    - Supplices te rogamus - molitva za blagoslov
      - Ova molitva se smatra rimskom epiklezom[56][57]

    - Memento etiam - spomen pokojnih
      - Pokojnim se vjernicima posvećuje poseban spomen.

    - Nobis quoque peccatoribus - molitva za vječno blaženstvo
      - Nobis quoque peccatoribus (I nama grješnicima) su jedine riječi u Kanonu koje svećenik izgovara malo glasnije, izvršujući tako čin poniznosti; istodobno udara rukom prsa u znak skrušenosti. Kao što je spomen mrtvih pandan spomenu živih vjernika, tako je i molitva "Nobis quoque peccatoribus" pendent molitvi "Communicantes". U ovoj se molitvi nastavlja niz apostola i mučenika, započet u molitvi "Communicantes, pri čemu svećenik moli za prisutne udio u društvu ovih svetaca". Poimence se spominju sv. Ivan Krstitelj i četrnaest mučenika, sedam muškaraca i sedam žena.

  - Kraj Kanona
    - Per ipsum et cum ipso - završna doksologija i malo podizanje
      - Svećenik otkrije kalež i poklekne. Držeći zatim Hostiju u desnoj ruci a kalež u lijevoj, pet puta načini hostijom znak križa uz riječi: "Per ipsum, et cum ipso, et in ipso, est tibi Deo Patri omnipoténti, in unitáte Spíritus Sancti, omnis honor, et glória." (Po njemu, s njime i u njemu jest Tebi, Bože Oče svemogući, u jedinstvu Duha Svetoga, svaka čast i slava).
      - Na ove riječi malo podigne hostiju i kalež. Zatim odloži Hostiju na tjelesnik, pokrije kalež, poklekne i kaže naglas: "Per omnia aecula saeculorum" (Po sve vijeke vijekova), na što prisutni odgovaraju s "Amen", čime se završava anafora (Kanon).

"Sanctus" svjećica
- Rubrike Rimskog misala sve do izdanja Misala iz 1962. naznačivale su da po svršetku "Sanctusa", pa čak i na privatnim misama, valja upaliti dodatnu svijeću, koja bi trebala goriti sve dok ne završi Pričest. Ova praksa predstavlja simboličku povezanost sa stvarnom prisutnošću Krista u Presvetom sakramentu.

#### Obred Pričesti
- Pater noster - molitva Gospodnja
  - Svećenik raširi ruke, i gledajući Presveti Sakrament, sâm naglas moli Oče naš dok ne kaže "Et ne nos indúcas in tentatiónem...", na što prisutni odgovaraju sa "sed libera nos a malo" ("nego izbavi nas od zla"). Tada otare patenu purifikatorijem, tako, da ne rastavi palca i kažiprsta desne ruke, prihvati patenu između desnog kažiprsta i srednjeg prsta držeći patenu okomito na žrtvenik na korporalu i moli: " Libera nos, quaesumus, Domine".
- Libera nos - molitva "izbavi nas"
  - Svećenik moli da nas Gospodin izbavi svih prošlih, sadašnjih i budućih zala, te da po zagovoru Blažene Djevice, blaženih apostola Petra i Pavla i Andrije i sviju svetih poda milostivo mir u naše dane, te da po njegovom milosrđu budemo vazda slobodni od grijeha i sigurni od sviju nereda.  Pred kraj ove molitve svećenik stavlja Hostiju na patenu.
- Lomljenje Hostije
  - Otkriva kalež, poklekne, uzme Hostiju i razlomi je nad kaležom. Dijelićem Hostije triput načini znak križa iznad kaleža i govori: "Pax Dómini sit semper vobíscum." (Mir Gospodnji bio vazda s vama). Prisutni odgovaraju: "Et cum spiritu tuo" (I s duhom tvojim). During the preceding prayer, the priest breaks the consecrated Host into three parts, and after concluding the prayer drops the smallest part into the Chalice while praying that this commingling and consecration of the Body and Blood of Christ may "be to us who receive it effectual to life everlasting."
- Miješanje Presvatoga Tijela i Krvi
  - Svećenik stavi dijelić Hostije u kalež.
- Agnus Dei
  - Svećenik otkrije kalež i poklekne. Zatim se prignut udara u prsa i moli "Agnus Dei" (Jaganjče Božji). Ovime ponavlja riječi sv. Ivana Krstitelja koji je Židovima pokazao Mesiju: "Evo Jaganjca Božjega koji odnosi grijeh svijeta!" (Iv 1,29)
- Cjelov mira
  - Svećenik moli od Krista da ne gleda njegove grijehe, nego vjeru svoje Crkve, te moli za njen mir i jedinstvo. Ako se slavi svečana pjevana misa, celebrant daje znak mira đakonu govoreći "Pax tecum", a potom đakon podđakonu.
- Pripremne molitve za Svetu Pričest - molitva za svetost i molitva za milost
  - U prvoj od ove dvije molitve, svećenik se obraća trima Božanskim osobama s molbom za potpuno sjedinjenje s Bogom. U drugoj moli Gospodina da mu blagovanje Njegovog Tijela ne bude na osudu, već da bude zaštita i lijek njegovom tijelu i duši.
- Primanje Tijela i Krvi Gospodina našega
  - Svećenik poklekne i uzme Hostiju govoreći: "Panem caeléstem accípiam, et nomen Dómini invocábo." (Uzet ću kruh nebeski i zazvat ću ime Gospodnje). Zatim, udarajući se u prsa, izgovara naglas prve riječi: "Dómine non sum dignus..." (Gospodine, nisam dostojan...), dok ostatak izgovara potiho: "ut intres sub tectum meum: sed tantum dic verbo, et sanábitur ánima mea." (da uniđeš pod krov moj, nego samo reci riječ i ozdravit će duša moja). Ovo kaže triput; a ministrant svaki put pozvoni (Prvi put jednom, drugi put dvaput, treći put triput). Ova ponizna molitva rimskoga satnika (Mt 8,8) ponavlja se u svakoj Svetoj Misi.Svećenik se prije pričešćivanja vjernika okrene prema njima, pokaže im Hostiju i kaže: "Ecce Agnus Dei - Evo Jaganjca Božjega".
  - Ako ima vjernika koji se pričešćuju, ministranti započnu moliti Confíteor dok se svećenik pričešćuje iz kaleža. Ovo mogu moliti svi vjernici zajedno. Na kraju Confiteora, svećenik se okrene prema narodu i daje odriješenje. Zatim svećenik poklekne, okrene se prema narodu i pokaže im Hostiju: "Ecce Agnus Dei, ecce qui tollit peccáta mundi.", nakon čega prisutni odgovaraju tri puta:  "Dómine non sum dignus ut intres..."
  - Svećenik odlazi do pričesne ograde i pričešćuje vjernike (čineći svaki put prije toga Hostijom znak križa) uz riječi: "Corpus Dómini nostri Jesu Christi custódiat ánimam tuam in vitam aetérnam. Amen." (Tijelo Gospodina našega Isusa Krista sačuvalo dušu tvoju za život vječni. Amen.).
  - Prema ovome obredu vjernici se pričešćuju klečeći, primajući sv. Hostiju isključivo na jezik. Pričesnik ne odgovara "Amen".
  - Dovršivši pričešćivanje, svećenik se vraća k Oltaru i stavlja ciborij u Svetohranište. Zatim poslužitelj ulijeva vino u kalež, kako bi ga svećenik očistio.

#### Završni dijelovi
- Ablucija
  - Nakon toga poslužitelj ulijeva u kalež vino i vodu preko svećenikovih prstiju (ovo se naziva ablucija kaleža). On ih očisti, obriše kaležnjakom i potiho moli. Zatim popije vino i vodu, te obriše kalež. Za to vrijeme ministrant vraća misal na stranu poslanice, i dodaje veo svećeniku, koji s njime pokrije kalež.
- Communio (Pričesna pjesma)
  - Svećenik odlazi na stranu poslanice pročita Pričesnu pjesmu iz misala. Tekst je pričesne antifone redovno uzet iz psalama ili uopće iz sv. Pisma, često naročito iz Evanđelja. Obično je u vezi sa središnjom misli čitavog misnog obrasca.
- Postcommunio (Popričesna molitva)
  - Svećenik poljubi oltar u sredini, okrene se prema puku i kaže: "Dominus vobiscum". Poslužnik odgovara: "Et cum spiritu tuo", a celebrant se vraća k Misalu i moli molitve iza pričesti, na isti način, kako je molio Collectu (Popričesne molitve također nisu izravno nadahnute biblijskim tekstovima).
- Otpust vjernika
  - Svećenik zatvori Misal, sklopi ruke pred prsima i vrati se u sredinu žrtvenika, poljubi žrtvenik i okrene se puku govoreći: "Dominus vobiscum". Poslužitelj odgovara "Et cum spiritu tuo". Svećenik ostane još, sklopljenih ruku, okrenut prema puku i kaže: "Ite, missa est" (Idite, misa je)[58]  i okrene se prema žrtveniku.[59] U misama za pokojne kaže istim načinom »Requiescant in pace«" (Počivali u miru). Nakon toga potiho izmoli Pláceat tibi, sancta Trínitas, obséquium servitútis meae: et praesta: ut sacrifícium, quod óculis tuae majestátis indígnus óbtuli, tibi sit acceptábile, mihíque, et ómnibus, pro quibus illud óbtuli, sit, te miseránte, propitiábile. Per Christum Dóminum nostrum. Amen." (Neka Ti se svidi, Presveto Trojstvo, služba koju Ti prinijeh; i podaj da žrtva koju ja nedostojan prikazah pred očima Tvoga veličanstva bude Tebi ugodna, a meni i svima onima za koje ju prikazah, po milosrđu Tvome bude spasonosna. Po Kristu Gospodinu našemu. Amen.).
- Završni blagoslov
  - Svećenik poljubi Oltar, okrene se prema narodu i blagoslovi ga (osim u zadušnici)
- Posljednje EvanđeljeSvećenik čita Posljednje Evanđelje (tamo gdje je takav običaj, ministrant može pridržavati pločicu s Evanđeljem pred svećenikom).
  - Svećenik na kraju Mise s lijeve oltarne pločice čita Posljednje Evanđelje, odnosno početak sv. Evanđelja po Ivanu, koje ocrtava Utjelovljenje Sina Božjega.[60] Na riječi "ET VERBUM CARO FACTUM EST" (I RIJEČ TIJELOM POSTADE) svi prisutni pokleknu. U određenim prigodama čitao se drugi odlomak Evanđelja umjesto ovog, no nakon revizije rubrika od strane Ivana XXIII., određeno je da se u tim prigodama Posljednje Evanđelje izostavi.

### Molitve iza Svete Mise (nisu dio liturgije)

#### Javne molitve
- Na tihoj Misi iza posljednjeg evanđelja moli svećenik zajedno s pukom tri puta "Zdravo Marijo", zatim "Zdravo Kraljice", "Bože, utočište naše i kreposti", "Sveti Mihaele arhanđele", i na kraju opet tri puta: "Presveto Srce Isusovo, Smiluj nam se". Ove su molitve (osim "Presveto Srce Isusovo, Smiluj nam", koje je dodao sv. Pio X.) bile namijenjene od pape Lava XIII. za oslobođenje Svete Stolice od teškog pritiska, koji je nastao zauzećem Rima, a prestao je Lateranskim sporazumom između Sv. Stolice i kraljevine Italije. Budući da je namjena ovih molitava time bila ostvarena, odredio je Pio XI. u tajnom konzistoriju 30. srpnja 1930. da se ove molitve ubuduće imaju namijeniti za Rusiju.[61] U našim krajevima ove molitve su se govorile na narodnom jeziku, za razliku od zemalja poput Italije, gdje su se molile na latinskom. Iz uporabe su potisnute nakon 7. ožujka 1965.[62] Kako nisu bile dio same Mise, i nikada nisu bile uključene u dodatak Rimskog misala, nije sasvim jasno smatraju li se obveznima i u današnjima tradicionalnim Misama u skladu s motuproprijem Summorum Pontificum.
- Slična nesigurnost potoji i slučaju irske tradicije prema kojoj se nakon Mise recitirao Psalam 130 ("De profundis"), Nakon što su uvedene molitve Lava XIII., "De profundis" se molio neposredno prije njih. I ona je potisnuta u isto vrijeme kada i molitve Lava XIII.

#### Osobne molitve
Rimski misali (do 1962.) sadržavali su molitve koje su se preporučavale svećenicima za privatnu molitvu nakon tihe svete mise. To su bile antifona "Trium puerorum cantemus hymnum" i kantik "Benedicite omnia opera Domini Domino".

### Odlazak od žrtvenika
- Svećenik uzme lijevom rukom kalež, dok desnu stavi nad burzu, da ne bi što palo, dođe do najdonje stepenice žrtvenika i tamo se u sredini okrene prema žrtveniku i duboko nakloni, odnosno poklekne, ako se na tom žrtveniku čuva Presveto. Uzme biret od ministranta, pokrije glavu, vraća se u sakristiju, a ispred njega je ministrant. Svećenik pri tom moli antifonu "Trium puerorum" i kantik "Benedicite". U sakristiji se ministrant zajedno sa svećenikom nakloni, i zatim riječima "Jube Dómine benedícere" (Dostoj me se, Gospodine, blagosloviti), zamoli svećenikov blagoslov, poklekne i primi blagoslov te se prekriži. Svećenik na kraju skine paramente i moli zahvalu.

### Sudjelovanje puka
Sudjelovanje puka u tradicionalnom rimskom obredu je dvojako: unutrašnje, koje uključuje slušanje, gledanje i razmatranje, te izvanjsko, koje uključuje govor. Novi obred mise stavlja velik naglasak na "aktivno" sudjelovanje puka, na čemu inzistira i tradicionalni obred, no u ponešto drukčijem obliku. Dok je u novom obredu aktivno sudjelovanje shvaćeno prvenstveno kao neprestani oblik dijaloga između svećenika i puka, a zatim i kao veća "uloga" laika u samoj liturgiji (pri čemu vrlo često laici preuzimaju uloge i djelatnosti zaređenih službenika), dok tradicionalni obred stavlja naglasak na šutnju, molitveni stav, sabranost i molitvu. 
Drugi vatikanski sabor isticao je kao misao vodilju oblikovanja liturgije tzv. actuosa participatio (djelatno sudjelovanje), pa su stoga kritičari tradicionalnog obreda nedostatak istog isticali kao njegovu najveću manu. Međutim, vrlo brzo je postalo jasno da ne samo da ne postoji jasno shvaćanje ovog pojma, jer ga ni sam Koncil nije definirao, već postoji (a negdje i prevladava) potpuno pogrešno shvaćanje djelatnog sudjelovanja. U svom djelu "Duh liturgije", Benedikt XVI. napominje kako se taj pojam prečesto shvaća kao potreba da svatko u crkvi ponešto čini i radi, te da što moguće veći broj vjernika što češće bude u akciji. Stvarna liturgijska akcija, napominje papa Benedikt: "istinski liturgijski čin jest oratio - velika molitva koja tvori jezgru euharistijskog slavlja... ona je actio - čin u izvornome smislu." 
Dr. Dragutin Kniewald u "Rimskom misalu" iz 1943. ističe: "Ne radi se o tomu, da naizustice izmolimo ili da pročitamo svaki put čitav red i i čitav misni obrazac odnosnog dana. Mnogo je važnije i korisnije da proživimo Božje tajne u svojoj duši."
Osim u tzv. dijaloškoj misi, koja se pojavila oko 1910., i koja je intenzivirala izvanjsko djelatno sudjelovanje puka, u tradicionalnom obredu vjernici ne govore misne molitve naglas (iako je sam stupanj te vrste sudjelovanja često bio lokalnog karaktera). Jedino ministrant, ili više njih (koji zapravo predstavljaju sam narod) zajedno sa svećenikom na glas izgovaraju molitve u podnožju oltara (koje uključuju Confiteor) i neke druge odgovore. Većina molitava koje govori svećenik izgovaraju se potiho (jer su upućene Bogu, a ne vjernicima) uključujući gotovo čitavu Misu vjernika: molitve ofertorija, Kanon mise (osim predslovlja i završne doksologije), i (osim "Agnus Dei") one između Molitve Gospodnje i popričesne molitve.
Prilikom svečane pjevane mise ili pjevane mise, zbor pjeva odgovore ministranta, osim Molitava u podnožju oltara. Zbor pjeva Introit, Kyrie, Gloria, Gradual, Tractus ili Alleluia, Credo, Offertorium i pričesne antifone, Sanctus, i Agnus Dei. Od ovoga, na pjevanoj misi pjeva se samo onih pet pjesama koje tvore dio ordinarija (tj. nepromjenjivih dijelova mise). Osim Gregorijanskih napjeva, za ove pjesme postoje i polifonijske skladbe, od kojih su neke vrlo složene. Svećenik većinom potiho izgovara riječi napjeva, i tada recitira druge molitve dok zbor nastavlja pjesmu.

## Različiti stupnjevi misne svečanosti
Iako je misna žrtva uvijek ista, vrstu tradicionalne mise razlikujemo prema stupnju vanjske svečanosti:
- Tiha misa (lat. Missa lecta): ona koju misnik govori tiho. Pjevaju li se pod ovom misom misne pjesme, tada se zove tiha misa s pjevanjem. Svećenika poslužuje jedan ili dva ministranta.
- Pjevana misa (lat. Missa cantata): ona u kojoj misnik pjeva neke dijelove, a pjevači mu odgovaraju. Kod pjevane mise ministriraju dva akolita (ministranti sa svijećama), ceremonijar i kadioničar. Kod svečanijih slavlja mogu sudjelovati i svjetlonoše.
- Svečana pjevana misa (lat. Missa solemnis): ona u kojoj misnika dvore barem đakon i subđakon (uz druge poslužitelje), većina mise se pjeva, a kadi se tamjanom. Svečana misa se smatra normativnom, jer se u nižim stupnjevima (npr. tihoj misi) oduzimaju pojedini elementi, poput kađenja, pjevanja i dr.
- Pontifikalna misa (lat. Missa pontificalis): svečana misa koju služi biskup, a dvore ga đakon i subđakon, ceremonijar, kadioničar i drugi poslužitelji. Najsvečaniji oblik pontifikalne mise je svakako svečana papinska misa.

U članku "Liturgija Mise", Katolička enciklopedija (Catholic Encyclopedia) iz 1917. opisuje kako se u Zapadnoj Europi nakon prestanka s praksom koncelebriranja, počela razlikovati Tiha misa od (Svečane) pjevane mise:
Zasebno služenje mise tada je uključivalo građenje mnogih oltara u jednoj crkvi, kao i redukciju obreda na njegov najjednostavniji oblik. Đakon i podđakon su u ovom slučaju uklonjeni; celebrant je preuzeo i njihove dijelove. Ministrant je preuzeo dijelove zbora i svih drugih poslužitelja, sve se govorilo umjesto pjevalo, a izostavljen je "cjelov mira", kao i kađenje tamjanom. Tako se razvio i poznati obred Tihe mise (missa privata). Ovo se zatim odrazilo i na svečanu pjevanu misu, tako da i u njoj celebrant recitira sve dijelove koje su nekada pjevali đakon, podđakon ili zbor.
Što se tiče podrijetla pjevane mise ("Missa cantata"), isti izvor pruža sljedeće informacije:
... svečana pjevana misa je norma; jedino se u potpunom obredu s đakonom i podđakonom mogu sasvim razumjeti ceremonije. Stoga, rubrike ordinarija mise uvijek pretpostavljaju da se radi o svečanoj pjevanoj misi. Tiha misa, koju govori samo svećenik s jednim ministrantom, skraćeni je i pojednostavljeni oblik iste stvari. Njezin obred se može shvatiti samo uz reference na svečanu pjevanu misu. Na primjer, celebrant odlazi na sjevernu stranu oltara kako bi čitao Evanđelje, jer na tu stranu ide đakon prilikom procesije kod svečane pjevane mise; okreće se uvijek na desnu stranu, jer na svečanoj misi ne bi smio okretati leđa đakonu, itd. Pjevana misa (Missa cantata) je suvremeni kompromis. Ona je zapravo Tiha misa, jer bit svečane pjevane mise nije u glazbi ili pjevanju, već u đakonu i podđakonu. Samo u crkvama koje imaju samo jednog zaređenog svećenika, i u kojima je stoga služenje svečane mise onemogućeno, dozovljeno je služenje mise (nedjeljom i zapovjedanim blagdanima) s većinom ukrasa koji su posuđeni od svečane mise, s pjevanjem i (obično) s kađenjem.

## Revizija Rimskoga misala
Pio XII. započeo je ozbiljan posao oko revidiranja Rimskog misala temeljitom revizijom obreda Svetog tjedna, koji je nakon eksperimentalnog razdoblja koje je počelo 1951., postao obveznim 1955. Misa koja se služila na jutro Velikog četvrtka pomaknuta je na večer, što je iziskivalo promjenu pravila koje je prethodno obvezivalo na post od ponoći. Služba Velikog petka premještena je na popodne, a Sveta Pričest na toj službi nije više bila ostavljena isključivo za svećenika (kao i prije, rabile su se Hostije posvećene na misi Velikog četvrtka), a svećenik više nije primao djelić Hostije u neposvećenom vinu. Služba Uskrsnog bdijenja koja se ranije održavala na jutro Velike subote premještena je na noć uoči Vazma, a učinjene su i brojne promjene u sadržaju.
Papa Ivan XXIII. (1958. – 1963.) naredio je 1960. odredio je ispuštanje riječi "perfidis" ("nevjerni", tj. koji ne vjeruju u Isusa), koji se odnosi na Židove, u obredima Velikog petka. Revidirao je rubrike Reda mise i Brevijara. Dvije godine nakon toga, prilikom izdavanja novog tipskog izdanja Rimskog misala (1962.), načinio je neke manje preinake. Ovo izdanje je propisano za uporabu dokumentom Quattuor abhinc annos (vidi pod: Suvremeni pape i Tradicionalna latinska misa). Između ostalih promjena koje je papa načinio, i koje su uključene u Missal iz 1962., bile su i: dodavanje imena sv. Josipa u Rimski Kanon; ukidanje drugog Confiteora prije Pričesti; potiskivanje 10 svetkovina, poput Katedre sv. Petra (ili, točnije, spajanje obaju svetkovina Katedre sv. Petra u jednu, kako se izvorno slavilo); uklapanje promjena koje je učinio Pio XII., poput ukidanja četiriju blagdanskih osmina i 9 bdijenja; i posebno prilagođavanje rubrika za Svečane pjevane mise. Među imenima koja su nestala iz Rimskog misala, bilo je i ono sv. Filomene: njena liturgijska proslava nikad nije uvrštena u Opći rimski kalendar, no od 1920. bila je uključena (s naznakom da se Misa u cijelosti uzima iz commune sanctorum) u sekciji pod nazivom "Mise za određena mjesta", tj. samo ona mjesta za koje je dana posebna dozvola; no, njeno ime je već 1961. uklonjeno iz svih liturgijskih kalendara.
4. prosinca 1963., Drugi vatikanski sabor odredio je u poglavlju II svoje Konstitucije o svetoj liturgiji Sacrosanctum Concilium:
"Red mise treba biti tako prerađen ... neka obredi budu jednostavniji, uz vjerno očuvanje njihove bìti; neka se ispusti ono što se tijekom vremena podvostručilo ili manje korisno dodalo; ono, pak, što je tijekom nesklonih vremenâ propalo, neka se prema davnome otačkom pravilu - ako se čini prikladnim ili nužnim - opet uspostavi. Da bi se vjernicima pripravio što bogatiji stol riječi Božje, neka se naširoko otvore biblijske riznice tako da se tijekom unaprijed utvrđenog broja godina narodu pročita istaknutiji dio svetih Pisama ... U misama koje se slave s narodom može se dati odgovarajuće mjesto narodnom jeziku ... u slučajevima koje treba odrediti Apostolska Stolica može se po sudu biskupa dopustiti pričest pod obje prilike i klericima i redovnicima i laicima: ređenicima u misi njihova svetog ređenja, zavjetovanicima u misi njihova redovničkog zavjetovanja, novokrštenicima u misi koja slijedi nakon krštenja..."
Uputa Inter Oecumenici od 26. rujna 1964. potaknula je primjenu odluka Koncila na Misu, ni godinu dana nakon njihovog donošenja. Dana je dozvola za uporabu narodnog jezika (samo u misama koje se slave s narodom), naročito u biblijskim čitanjima, kao i ponovno vraćenu Vjerničku molitvu, no samo: "dok se cijeli Ordinarium missae ne revidira", u napjevima (Kyrie, Gloria, Creed, Sanctus, Agnus Dei, kao i ulaznim antifonama, ofertoriju i pričesnim antifonama) i dijelovima koji su uključivali dijalog s vjernicima, kao i "Oče naš", koji su vjernici sada mogli u cijelosti recitirati sa svećenikom. Većina biskupskih konferencija brzo je odobrila privremene prijevode na narodni jezik, koji su se u načelu razlikovali od zemlje do zemlje, te su ih, nakon što ih je potvrdila Sveta Stolica, objavili 1965. Ostale promjene uključivale su izostavljanje Psalma 42 (43) na početku Mise, kao i Posljednjeg Evanđelja na kraju (obje molitve u Misal je umetnuo papa Pio V., dok su prije toga to bile privatne molitve koje je molio svećenik u sakristiji), kao i molitava Lava XIII. Kanon mise, koji se i dalje govorio potiho, i dalje je bio na latinskom.
Tri godine kasnije, uputa Tres abhinc annos od 4. svibnja 1967. dala je dozvolu za uporabu narodnog jezika čak i u Kanonu mise, i dozvolila je da se izgovara naglas, te čak da se neki dijelovi mogu i pjevati; narodni jezik se mogao koristiti čak i u Misama koje se slave bez naroda. Uporaba manipula postala je opcionalna, a na tri obreda u kojima je pluvijal (plašt) prethodno bio obvezatan, dana je mogućnost zamjene poluvijala s misnicom.
Pavao VI. nastavio je s implementacijama odredbi Koncila, određujući apostolskom konstitucijom Missale Romanum na Veliki četvrtak, 3. travnja 1969, izdavanje novog službenog izdanja Rimskog misala, koji je izdan (na latinskom) 1970.

### Protivljenje najnovijim liturgijskim promjenama
Neki tradicionalistički usmjereni katolici se u većoj ili manjoj mjeri protive promjenama od 1950., pa nadalje. Nitko ne zagovara vraćanje na izvorni oblik liturgije (iz 1570.), iako neki priželjkuju ponovno vraćanje na oblik prije revizije rubrika Pija X. iz 1911. Neki odbijaju prihvatiti promjene u liturgiji Cvjetnice i Vazmenog trodnevlja iz 1955., već umjesto toga koriste Opći rimski kalendar iz 1954. Drugi prihvaćaju promjene Pija XII. iz 1955., ali ne i one Ivana XXIII. Najveći dio ipak, u skladu s odobrenjima pape Benedikta XVI. iz Summorum Pontificuma, koristi Misal i Opći rimski kalendar iz 1962.
Neki od protivnika ovih promjena tvrde da za razliku od prijašnjih reformi, revizija iz 1969-1970., koja je zamijenila Tradicionalni rimski obred s Misom Pavla VI. predstavlja oštar prekid s dotadašnjom tradicijom. Smatraju da sadržaj ove revidirane liturgije pati od ozbiljnih nedostataka i nedosljednosti; neki čak smatraju da nova liturgija nije Bogu ugodna, te da bi je katolici trebali izbjegavati.
Kada je 1969. izdan preliminarni tekst dviju sekcija revidiranog Misala, nadbiskup Marcel Lefebvre okupio je skupinu od dvanaest teologa, koji su pod njegovim vodstvom, napisali studiju teksta. Istaknuli su kako on: "predstavlja kako u cjelini, tako i u pojedinostima, zapanjujuće udaljavanje od katoličke teologije o svetoj Misi, kako je formulirana na XXII. zasjedanju Tridentskoga sabora". Kardinal Alfredo Ottaviani, bivši Prefekt Svete kongregacije za nauk vjere, podupro je 25. rujna 1969. ovu studiju pismom papi Pavlu VI. Isto pismo potpisao je i kardinal Antonio Bacci. Kratak kritički pregled Novoga reda Mise pod nazivom "Breve esame critico", postao je poznat pod nazivom "Ottavianijeva intervencija". Kardinal Ottaviani naknadno je pismeno potvrdio kako nije htio da njegovo pismo bude javno objavljeno, te kako je doktrinarno izlaganje Pavla VI. od 19. i 26. studenog 1969., o revidiranoj liturgiji u njenom konačnom obliku značilo da nakon toga "nitko ne može biti istinski sablažnjen". Jean Madiran, kritičar Drugog vatikanskog sabora i osnivač-urednik fracuskog mjesečnika Itinéraires, tvrdio je kako je ovo pismo ostarjelom i već potpuno slijepom kardinalu prevarom na potpis podmetnuo njegov tajnik, monsinjor (i budući kardinal) Gilberto Agustoni, te kako je ubrzo nakon toga Agustoni dao ostavku na tu dužnost. Ova optužba nije nikada dokazana, a sam Madiran je priznao kako nije bio prisutan u samoj sobi prilikom navodne obmane.
U listopadu 1967., sastanak Biskupske sinode već je izrazio svoje mišljenje o ranijem nacrtu teksta revidiranog Misala. Od 187 članova, 78 ih je dalo svoje odobrenje, 62 ih je odobrilo, no predložili su brojne preinake, 4 su bila suzdržana, a 47 ih je glasalo protiv.
Od liturgijskih promjena 1960-ih pa nadalje, kod katolika u zapadnim zemljama dogodio se ogroman pad odlazaka na mise (u Sjedinjenim Državama, od 75% katolika koji su 1958. odlazili na misu, taj broj je do 2002. pao na 25%). U istim zemljama zabilježen je velik pad broja sjemeništaraca i svećenika (u Sjedinjenim Državama, od 1,575 ređenja u 1954. do 450 u 2002.), kao i sveopće slabljenje vjerovanja u istinitost nauka Katoličke Crkve (ili jednostavno, nepridržavanje istog). Protivnici liturgijskih promjena tvrde, citirajući pritom rezultate anketa (koje im svakako idu u prilog) da je liturgijska revizija pridonijela ovom opadanju. Drugi nasuprot tome upućuju, da je sveukupno sada veći broj svećenika i sjemeništaraca nego prethodnih godina (1970., u cijelom svijetu bilo je 72,991 sjemeništaraca, dok ih je 2002. bilo 113,199, što bi značilo povećanje od 55%, međutim, u istom razdoblju ukupan broj svjetske populacije je narastao za 64%), te sugeriraju kako je očigledno opadanje katoličke prakse na Zapadu više rezultat općeg utjecaja sekularizma i liberalizma na Zapadna društva, nego samog razvoja unutar Katoličke Crkve.

## Suvremeni pape i Tradicionalna latinska misa

### Papa Pavao VI.
Nakon uvođenja Mise Pavla VI. 1969. – 1970., Sveta Stolica je dala značajan broj dozvola za uporabu dotadašnje liturgije. Na primjer, od starijih svećenika se nije zahtijevalo da se prebace na slavljenje novog oblika. U Engleskoj i Walesu, povremeno slavljenje Tradicionalne latinske mise je bilo dozvoljeno na temelju onoga što će kasnije biti poznato kao "indult Agathe Christie". Međutim, nije postojao zakonski okvir na svjetskoj razini koji bi regulirao slavljenje po starom obredu. Nakon jačanja pokreta tradicionalističkih katolika u 1970-ima, papa Pavao VI. navodno je odbio dodatno liberalizirati uporabu starog obreda zbog strahovanja da je postao politički nabijen simbol vezan uz protivljenje njegovoj politici.

### Papa Ivan Pavao II.
1984., Sveta Stolica je odaslala predsjednicima biskupskih konferencija svijeta pismo pod nazivom Quattuor abhinc annos ("Prije četiri godine"). Ovaj dokument dao je ovlast dijecezanskim biskupima da pod određenim uvjetima odobre slavljenje Tradicionalne latinske mise svećenicima i (prisustvovanje) vjernicima koji to zatraže. 1988., nakon ekskomunikacije nadbiskupa Lefebvrea i četvorice biskupa koje je on valjano, ali i nedozvoljeno zaredio u Ecôneu, papa je izdao daljnji dokument, motuproprij pod nazivom Ecclesia Dei, u kojem izjavljuje da se: "mora pokazivati poštovanje osjećaja onih koji su privrženi latinskoj liturgijskoj tradiciji". Papa je pozvao biskupe na "široku i velikodušnu primjenu" odredaba Quattuor abhinc annos, te uspostavlja Papinsko povjerenstvo Ecclesia Dei čiji će zadatak biti praćenje odnosa između Rima i tradicionalističkih katolika.
Sama Sveta Stolica dala je ovlast za uporabu tradicionalne mise značajnom broju svećenika i svećeničkih udruženja, poput Svećeničkog bratstva sv. Petra (FSSP), Instituta Krista Kralja i Velikog Svećenika (ICRSS), i Personalne apostolske administrature sv. Ivana Marije Vianneyja (AAPSIMV). Mnogi dijecezanski biskupi su unatoč tome uskratili dozvolu za slavljenje tradicionalne mise u svojim biskupijama, ili su to učinili u vrlo ograničenom opsegu. U nekim slučajevima, poteškoće su nastale kada su osobe koje su tražile dozvolu bile neprijateljski raspoložene prema crkvenim vlastima. Drugi razlozi za odbijanje su navodno proizlazili iz neslaganja određenih biskupa s načelima slavljenja tradicionalne liturgije.

### Papa Benedikt XVI.
Joseph Ratzinger je još kao kardinal iskazivao naročiti interes za liturgiju, te je bio vrlo prijateljski nastrojen prema starom obredu Mise. Poznato je kako je kritizirao nepravilan način na koji mnogi svećenici, protivno službenom usmjerenju, slave revidirani obred. Ratzingerovo izabiranje za papu u travnju 2005. dalo je novu nadu katolicima koji su preferirali tradicionalni obred nad reformiranim, ili onima koji su željeli reformu Mise Pavla VI.
U rujnu 2006., Papinsko povjerenstvo Ecclesia Dei ustanovilo je u francuskom u Bordeauxu Institut Dobrog Pastira (IBS), koji je sastavljen od bivših članova Svećeničkog bratstva sv. Pija X. (FSSPX), s dozvolom služenja tradiconalnom liturgijom. Ovaj postupak naišao je na nezadovoljstvo kod nekih pripadnika francuskog klera, te je tridesetak svećenika napisalo otvoreno pismo papi. U skladu sa svojom prethodnom politikom, Bratstvo sv. Pija X. odbacilo je ovu gestu.
Nakon opetovanih glasina kako će se dati još veća sloboda za služenje tradicionalne liturgije, papa je izdao motuproprij pod nazivom Summorum Pontificum 7. srpnja 2007., zajedno s popratnim pismom biskupima svijeta. Papa je izjavio kako: "Rimski Misal koji je Pavao VI. odobrio za uporabu jest redoviti izričaj lex orandi ("pravila molitve") Katoličke Crkve latinskoga obreda. Rimski misal koji je odobrio sveti Pio V. a ponovno izdao blaženi Ivan XXIII. ima se smatrati izvanrednim izričajem toga istog "pravila molitve" Crkve". Nadalje je izjavio kako "Misal iz 1962. ... s pravnoga stanovišta nikada nije bio dokinut". Uvjete i odredbe za uporabu tradicionalne liturgije iz dokumenta Quattuor Abhinc Annos zamijenio je novima: U biti, ovlaštenje za uporabu tradicionalnih obreda Misala iz 1962. za župne Mise kao i one javne prigode poput vjenčanja prenosi se s mjesnih biskupa na župnike (ili rektore crkava), a u Misama koje se slave bez prisustva naroda (ovaj izraz ne isključuje svaku prisutnost vjernika, bili oni laici ili klerici), svaki katolički svećenik latinskoga obreda može se služiti Rimskim misalom iz 1962. Dok bi se sa zahtjevima skupina katolika koje žele uporabu tradicionalne liturgije trebao baviti župnik (ili rektor), a ne kao ranije, mjesni biskup. Papa i kardinal Darío Castrillón Hoyos su izjavili kako se time ne potkopava biskupski autoritet.
5. kolovoza 2012., zajednica Sinova Presvetog Otkupitelja (poznati i kao Prekoalpski redemptoristi) kanonski je priznata kao redovnička zajednica dijecezanskog prava. Kao odgovor na Apostolsko pismo 'Summorum Pontificum' pape Benedikta XVI., trojica svećenika ove zajednice su zatražila regularizaciju svoga stanja, a većina zajednice je potpisala formulu pristanka kojom je okončano raskolničko stanje i koja ih je uvela u puno zajedništvo s Katoličkom Crkvom.

### Papa Franjo
Za razliku od svojih dvaju prethodnika, posebno Benedikta, papa Franjo je od početka svog pontifikata izražavao otvoreni animozitet prema tradicionalnoj liturgiji, i uvijek se vrlo negativno izražavao o klericima i vjernicima laicima koji su joj privrženi. Posebnu nelagodu među "tradicionalistima" izazvalo je Franjino gušenje nekad brzorastućeg reda Franjevaca Bezgrešne, prema mišljenjima mnogih, isključivo zbog usmjerenosti prema tradicionalnoj liturgiji i pobožnostima. Mlade vjernike privržene tradicionalnoj liturgiji nazvao je "rigidnima i nesigurnima", a tradicionalnu misu nazvao je "iznimkom". Tu njegovu izjavu opovrgnuo je kardinal Burke, rekavši da je tradicionalna misa "svevremena misa Crkve i da ju se stoga ne može zbaciti, već ima jednako dostojanstvo. Za sve ostalo dovoljan je nedvosmisleni motuproprij Benedikta XVI." 17. siječnja 2019. papa Franjo je nakon 30 godina postojanja raspustio Papinsko vijeće Ecclesia Dei, odnosno pripojio ga je Kongregaciji za nauk vjere. Kao razloge za ovaj potez, naveo je da su "redovničke zajednice koje redovito celebriraju prema izvanrednom obliku danas dostigle stabilnost u broju i životu", odnosno da time zapravo izlazi u susret Kongregaciji za nauk vjere, koja je 2017. podnijela zahtjev da ona izravno vodi dijalog između Svete Stolice i Svećeničkoga bratstva svetoga Pija X., jer su pitanja o kojima se raspravlja doktrinarnoga karaktera."

## Sadašnje odredbe
Papa Franjo je motuproprijem Traditionis custodes opozvao odluke pape Benedikta XVI. Dijecezanski svećenici više nemaju pravo samostalno odlučiti slaviti tradicionalnu misu, već im je za to potrebna dozvola ordinarija. Tradicionalne mise se ne smiju služiti u župnim crkvama, misna čitanja moraju biti na narodnom jeziku prema prijevodu odobrenom od biskupske konferencije, a zabranjeno je osnivanje novih skupina vjernika privrženih tradicionalnom obredu. Svećenici zaređeni nakon objave motuproprija moraju zatražiti dopuštenje od biskupa, koji će se prethodno savjetovati sa Svetom Stolicom. I oni koji su dosad slavili tu misu trebaju dobiti novo odobrenje da nastave.

## Sadašnja praksa
Izdavanje Summorum Pontificuma je dovelo do znatnog povećanja broja redovitih (javnih) Tradicionalnih latinskih misa. 14. lipnja 2008., kardinal Darío Castrillón Hoyos je na tiskovnoj konferenciji u Londonu izjavio kako papa Benedikt želi da svaka župa pruža i stari i novi oblik nedjeljne Mise.
Kardinal je rekao kako Vatikan želi pripremiti sjemeništa da mogu obučiti sve svoje studente za Tradicionalni rimski obred. Složenost rubrika otežava svećenicima koji su navikli na jednostavniji moderni oblik liturgije ispravno slavljenje one tradicionalne, te je stoga nejasno koliko ih ima potrebno znanje za to.
Neki tradicionalistički svećenici i srodne organizacije koji drže da im nije potrebna nikakva službena dozvola za uporabu bilo kojeg oblika Tradicionalne latinske mise, slave istu bez regularizacije vlastite situacije, i katkada rabe izdanja Rimskog misala starija od izdanja iz 1962., odobrenog u Summorum Pontificumu.
Kako bi opskrbili svećenike koji služe Tradicionalnu latinsku misu, izdavači su tiskali faksimile ili preslikana izdanja starih Misala. 2004. su otisnuta dva nova izdanja Misala iz 1962.: jedno, s imprimaturom biskupa Lincolna, Nebraske, Fabiana Bruskewitza, od "Baronius Pressa" u suradnji sa Svećeničkim bratstvom sv. Petra; drugi od "Angelus Pressa", izdavačke kuće Svećeničkog bratstva sv. Pija X. 2008. izdavačka kuća "Preserving Christian Publications" je izdala novi faksimil Rimskog misala. Neki drugi Misali reproduciraju izdanja prije 1955., i kao takva nemaju revidirane obrede Vazmenog tjedna koje je promulgirao papa Pio XII. Rabe ih tradicionalisti koji odbacuju liturgijske promjene Pija XII. Uz misale koje rabe svećenici, reproducirani su i misalčići za vjernike koji im služe za praćenje Mise, uključujući i faksimilsko izdanje "St Andrew's" misala (prije 1955.) kuće "St Bonaventure Press".
Broj tradicionalnih misa je smanjen nakon motuproprija Traditionis custodes, jer su neke biskupije dokinule slavljene tradicionalne mise na svom teritoriju.

## Nematerijalna kulturna baština
Skupina znanstvenika iz Poljske, Engleske i Sjedinjenih Država, koji su činili Peter Kwasniewski, Izabella Parowicz, Piotr Stec i Joseph Shaw, provela je 2023. pravnu analizu u cilju istraživanja alternativnih načina za priznavanje tridentske mise u svjetlu njezina povijesna i suvremena kulturna značenja. Analizom se došlo do zaključka da tridentska misa ispunjava sve potrebne kriterije za potencijalni upis na UNESCO-ov Reprezentativni popis nematerijalne kulturne baštine čovječanstva.

## Tradicionalna latinska misa u Hrvatskoj
Nakon uvođenja Mise Pavla VI., u Hrvatskoj se nisu služile javne tradicionalne mise pa je tako dokinuta i višestoljetna tradicija glagoljaške tradicionalne mise. Inicijativu za pokretanje redovite javne Tradicionalne latinske mise u Hrvatskoj pokrenula je skupina vjernika laika iz Zagrebačke nadbiskupije godinu dana nakon izdavanja motuproprija Summorum Pontificum, no do njezinoga ostvarenja, odnosno pune primjene motuproprija došlo je tek nakon intervencije Papinskoga povjerenstva Ecclesia Dei 2010. Kardinal Josip Bozanić izišao je u susret molbama vjernika te se od 20. veljače 2011. do 12. listopada 2014. u crkvi sv. Martina u Zagrebu redovito slavila sveta misa prema izvanrednome obliku. 17. listopada 2014. iznenada je preminuo redoviti celebrant, prebendar kaptolski dr. Stanislav Vitković pa su iduće četiri godine u crkvi sv. Martina tradicionalne Mise slavljene povremeno, kada god su vjernici uspijevali pronaći dostupne svećenike za celebraciju.
10. travnja 2018. ponovno su pokrenute redovite nedjeljne Mise, ali ovaj put u crkvi Krista Kralja na Mirogoju pa su se tako i celebracije nakon sedam godina preselile iz crkve sv. Martina u novu, veću crkvu. Prva redovita misa nakon 2014. slavljena je 6. svibnja 2018. Za slavljenje tradicionalne sv. Mise prvo je određen tadašnji rektor crkve, preč. Zvonimir Kurečić, a od svibnja 2019. preč. Borna Puškarić (tadašnji pročelnik Tiskovnoga ureda Zagrebačke nadbiskupije).  Od prosinca 2019. tradicionalna misa slavila se u crkvi sv. Katarine na zagrebačkome Gornjemu gradu, ali nakon potresa u ožujku 2020., celebracije su privremeno preseljene u crkvicu sv. Jurja na Jurjevskoj. Dana 31. kolovoza 2020. Tradicionalna latinska misa preseljena je u crkvu sv. Blaža u Zagrebu.
Osim Zagreba, u Dubrovniku se povremeno služila javna tradicionalna misa prema starome dominikanskomu obredu. U Hrvatskoj ne djeluje nijedno svećeničko udruženje privrženo tradicijskomu obredu pa svećenički kandidati u Hrvatskoj nemaju mogućnost tradicijske formacije, a već zaređeni svećenici stari obred moraju učiti sami. U Hrvatskoj također djeluje i Društvo za promicanje tradicijske Mise „Benedictus”, koje je član međunarodnoga saveza Una Voce.
U Hrvatskoj djeluje i Svećeničko bratstvo sv. Pija X. (FSSPX). Ova svećenička zajednica nije u punome zajedništvu s papom, a nema ni kanonski status u Crkvi, pa njegove zaređene osobe, premda su oslobođene od crkvene kazne, ne obnašaju svoju službu s dopuštenjem.
FSSPX je u Hrvatskoj pokrenuo stalni apostolat 2016. (jedan hrvatski svećenik je član Bratstva), djeluju u sklopu Austrijskoga distrikta, a slave svetu misu na nekoliko mjesta (zbog nesređena kanonskoga statusa nisu im dostupni dijecezanski sakralni objekti pa koriste unajmljene prostore u kojima posvećuju kapele).  U Splitu je za potrebe bogoslužja posvećena kapela sv. Jeronima, u Zagrebu kapela sv. Josipa, u Osijeku kapela Presvetog srca Isusova, u Dubrovniku kapela sv. Dujma te u Rijeci kapela Bezgrješnoga Srca Marijina.
Također u Hrvatskoj od 2024. godine djeluje i sedevakantistički Institut Majke dobrog savjeta (IMBC), koji posjeduje kapelu u Zagrebu.
U Sloveniji se jednom do dvaput mjesečno slavi nedjeljna Misa prema izvanrednome obliku, u organizaciji skupine vjernika „sv. Jožef”, koja je izrasla iz bivšega slovenskoga ogranka udruge mladih katolika privrženih tradicionalnoj misi „Juventutem”. U kolovozu 2019. austrijski distrikt FSSPX-a proširio je svoje djelovanje i na Sloveniju, pa su počeli s povremenim celebracijama mise u jednoj privatnoj vjerničkoj kapeli u Mariboru.

## Poveznice
- Summorum Pontificum

## Vanjske poveznice
Puni tekstovi tradici Rimskoga Misala
- Tipsko izdanje Rimskog misala iz 1962. Točno reproducirano, no crno-bijelo. 78 Mb.
- Tipsko izdanje Rimskog misala iz 1920., sa svetkovinama ažuriranim do kasnih 1920-ih  Arhivirana inačica izvorne stranice od 1. ožujka 2020. (Wayback Machine)
- Missale Romanum, objavio: Pustet, 1894. (Tipsko izdanje iz 1884.)
- Roman Missal, objavio: Pustet, 1862 (1634 typical edition, updated to 1862)
- Missale Romanum, 1577, (Tipsko izdanje iz 1570.)

Tekstovi dijelova tradicijskoga Misala (nakon 1604.)
- Hrvatski prijevod Ordinarija, no bez umetka Ivana XXIII.  Arhivirana inačica izvorne stranice od 7. listopada 2013. (Wayback Machine)
- Latinsko-hrvatski misal za narod  Arhivirana inačica izvorne stranice od 9. ožujka 2021. (Wayback Machine)
- Engleski prijevod Ritus servandus in celebratione Missae  Arhivirana inačica izvorne stranice od 12. travnja 2008. (Wayback Machine) (U Misalu iz 1962. nije mijenjan ovaj tekst, no potpuno je revidiran Rubricae generales Missalis Romani. Engleski tekst, naslovljen "Rubrics of the Missale Romanum 1962", u stvari je prijevod Ritus servandus, a ne Rubricae generales.)
- Ordinarij Rimskog misala iz 1962. u MP3 Audio formatu latinskog teksta  Arhivirana inačica izvorne stranice od 12. travnja 2008. (Wayback Machine) (Latinski tekst s engleskim prijevodom)
- Ordinarij Mise, s engleskim prijevodom na sacred-texts.com (Tekst je predstavljen kao onaj iz 1962 izdanja, no latinski pravopis, tj. "coelum", "quotidianum", uporaba slova J, pokazuje da je to, osim umetanja "sed et beati Ioseph eiusdem Virginis Sponsi" u Kanon Mise, zapravo tekst iz 1920., koji je identičan onome iz 1962. osim pravopisa i ovog umetka)
- Ordinarij Mise, s engleskim prijevodom  Arhivirana inačica izvorne stranice od 13. svibnja 2013. (Wayback Machine) (I ovaj tekst je predstavljen kao onaj iz 1962 izdanja, no riječ je o istom hibridu kao i u prethodnom slučaju)
- Ordinarij Mise, red po red, s međutekstualnim gramatičkim opaskama i engleskim prijevodom (Tekst iz 1920., s umetkom "sed et beati Ioseph eiusdem Virginis Sponsi")
- The Catholic's Vade Mecum: A Select Manual of Prayers for Daily Use Engleski katolički molitvenik i misalčić izdan 1850.
- The Saint John Fisher Missale Red mise i drugi dijelovi Rimskog misala iz 1962. (tj. propriji od nedjelja i svetkovina druge klase), interpolirani s elementima uklonjenim iz Rimskog misala nakon 1900., no koji su na mnogim mjestima ostali u uporabi, kao i s materijalima iz izvora poput engleskog Sarumskog Misala prije 1570., što znači da ti materijali nikad nisu bili dio Misala koji je kodificirao Pio V. (vidi: Introduction).

Povijest
- Bula Quo primum Pija V., kojom je promulgiran Rimski misal iz 1570.  Arhivirana inačica izvorne stranice od 7. listopada 2013. (Wayback Machine)
- Bula Cum santissimum, kojom je Klement VIII. promulgirao Rimski misal iz 1604.  Arhivirana inačica izvorne stranice od 27. rujna 2013. (Wayback Machine) (eng)
- Bula Si quid est, kojom je Urban VIII. promulgirao Rimski misal iz 1634.  Arhivirana inačica izvorne stranice od 27. rujna 2013. (Wayback Machine) (eng)
- Apostolska konstitucija Missale Romanum, kojom je Pavao VI. promulgirao Rimski misal iz 1970.  Arhivirana inačica izvorne stranice od 1. studenoga 2012. (Wayback Machine) (eng)
- Enciklika Pija XII. o svetoj liturgiji Mediator Dei iz 1947.  Arhivirana inačica izvorne stranice od 7. listopada 2013. (Wayback Machine)
- Liturgy of the Mass ("Liturgija Mise" iz Catholic Encyclopedia) (eng)
- Povijest Missale Romanum iz 1570.  Arhivirana inačica izvorne stranice od 13. ožujka 2007. (Wayback Machine) (eng)
- Woods, Thomas E., Sacred Then and Sacred Now: The Return of the Old Latin Mass ("Sveto nekad i sveto sad: Povratak stare latinske Mise") (Roman Catholic Books 2008 ISBN 978-0-9793540-2-1) (eng)
- Hull, Geoffrey, The Banished Heart: Origins of Heteropraxis in the Catholic Church ("Prognano srce: korijeni heteroprakse u Katoličkoj Crkvi"), 1995, rpt. T&T Clark/Continuum, London 2010. ISBN 9780567442208 (eng)
- Aillet, Marc, The old Mass and the new : explaining the motu proprio Summorum Pontificum of Pope Benedict XVI ("Stara i nova Misa: tumačenje motuproprija Summorum Pontificum pape Benedikta XVI.")(Ignatius Press 2010 ISBN 978-1-58617-362-3) (eng)

Multimedia
- Multimedijski tutorial za Tradicionalnu latinsku misu: Foto, video, i audio  Arhivirana inačica izvorne stranice od 21. rujna 2013. (Wayback Machine)
- „Eternal Gift”: Svečana pjevana misa iz 1941., uz komentar nadbiskupa Fultona J. Sheena
- Video božićne tradicionalne Mise

Adresar
- Latin Mass Directory (engl.)